# Grupo Gazeta de Comunicação
O Grupo Gazeta de Comunicação (comumente referida apenas como Grupo Gazeta) é um  conglomerado de mídia brasileiro criado a partir do Jornal A Gazeta (primeiro veículo de comunicação do grupo). Presidido por João Dorileo Leal, o grupo atua nos segmentos de rádio, televisão, internet e jornal.

## História
O Grupo Gazeta foi fundada em 1989, com o Jornal A Gazeta, em 1992 veio a diversificar o seu ramo de atuação a entrada no segmento de rádio com a fundação da Gazeta FM e CBN Cuiabá.
Em 1992 o grupo criou o seu próprio instituto de pesquisas, o Gazeta Dados, como forma de oferecer apoio logístico as empresas do grupo e também fornecendo informa e desenvolvendo campanhas de marketing as empresas com dados confiáveis.
Em 1993 veio a programar a TV Gazeta, sendo a primeira do estado a ter cobertura em todos os municípios do estado de Mato Grosso. Em 2016 Rádio Cultura de Cuiabá AM 710 e Ondas Tropicais de 5015 kHz  foi incorporada ao Grupo.

## Veículos

### Televisão
- TV Buritis
- TV Cidade
- TV Ideal
- TV Juruena
- TV Pantanal
- TV Querência
- TV Vila Real

### Rádio
- Cultura FM
- Gazeta FM Alta Floresta
- Gazeta FM Alto Taquari
- Gazeta FM Barra
- Gazeta FM Cuiabá
- Gazeta FM Poxoréu
- Gazeta FM Tangará da Serra
- Vila Real FM

### Mídia impressa
- A Gazeta

### Outros
- Gazeta Dados
- Gráfica Milênio

### Antigos Veículos
- CBN Cuiabá
- Rádio Gazeta
- Rádio Globo Cuiabá
- TV Portal da Amazônia

## Prêmio
Jornal A Gazeta
- 2019: ganhou o 21º Prêmio Jornalismo do Ministério Público do Rio Grande do Sul, pelas reportagens sobre Operação Feudalismo[4]